# Sehadete Mekuli
Sehadete Mekuli (tudi Sadete Mekuli), albanska ginekologinja, profesorica in javna osebnost, * 16. oktober 1928, Ohrid, † 12. november 2013, Priština
Postala je znana po tem, da je skrbela za ranjene študente med protesti na Kosovu leta 1981, ko so Albanci zahtevali večjo avtonomijo znotraj jugoslovanske federacije. 
Zaradi njenih dejanj ji je bila zavrnjena redna profesura na Medicinski fakulteti Univerze v Prištini in leta 1988 je bila prisiljena v predčasno upokojitev. Bila je navdih za lik Teute Shkreli v romanu Ismail Kadare Poročna povorka, spremenjena v led (albansko Krushqit jane te ngrire). iz leta 1985.

## Življenjepis
Rodila se je kot Sehadete Doko 16. oktobra 1928 v Ohridu v Kraljevini Jugoslaviji (danes Severna Makedonija). Srednjo šolo je končala leta 1947 v svojem rodnem mestu in nato študirala medicino na Univerzi sv. Cirila in Metoda v Skopju in 7. januarja 1954 diplomirala. 1. aprila 1954 je začela delati v prištinski bolnišnici kot ginekologinja in porodničarka. Mekuli se je marca 1960 v Beogradu specializirala za ginekologijo. Od leta 1960 do leta 1962 je vodila ginekološko-porodnišnični paviljon v prištinski bolnišnici. Leta 1963 je iz političnih razlogov zapustila bolnišnico in prevzela vodstvo dispanzerja (javne ambulante) v Hiši zdravja v Prištini. Januarja 1968 se je vrnila na položaj vodje Ginekološko-porodnišničnega paviljona v prištinski bolnišnici. Razvila je tudi sklop predavanj za šole in študentske domove, da bi izboljšala zdravstveno vzgojo deklet.
Po odprtju univerze v Prištini je bil Mekuli izvoljena za primarija Medicinske fakultete, ki se je odprla leta 1970. Leta 1973 je doktorirala na Univerzi v Beogradu in leta 1976 postala izredna profesorica na Univerzi v Prištini. Mekuli je sodelovala pri ustanovitvi Združenja kosovskih zdravnikov in urejala medicinsko revijo Praxis medica. Od leta 1972 je bila direktorica Ginekološke klinike na Medicinski fakulteti Univerze v Prištini. Mekuli je objavila 31 člankov v medicinskih revijah. 

### Protesti leta 1981 na Kosovu
Leta 1981 je Mekuli negovala albanske študente, ki jih je policija ranila med protesti leta 1981 na Kosovu, med katerimi Albanci zahtevali večjo avtonomijo znotraj Jugoslavije. Očitali so ji, da je »pokazala preveč vneme« pri zdravljenju ranjencev in da se je tudi pri njihovih zahtevah postavila na stran študentov. Zaradi njenih dejanj je univerza v Prištini zavrnila napredovanje v redno profesorico in oktobra 1988 je bila prisiljena v predčasno upokojitev. Po razpadu Kosova leta 1989 so bili vsi zdravstveni delavci klinike odstranjeni. Leta 1996 je Mekuli odprla ginekološko-porodniško kliniko v sodelovanju z dobrodelno organizacijo Mati Tereza, pri kateri so sodelovali ginekologi s celega Kosova. 
Njeno delo in postava sta navdihnila lik Teute Shkreli v romanu Ismaila Kadareja Poročni sprevod, spremenjen v led (albansko Krushqit jane te ngrire).

### Zasebno
Mekuli je bila žena albanskega pesnika Esada Mekulija (1916–1993). Umrla je v Prištini 12. novembra 2013, preživela pa sta jo dva otroka.